# 사동항 (완도군)
사동항(沙洞港, Sadong Fishing Port)은 전라남도 완도군 금일읍 사동리, 금일도 섬에 있는 어항이다. 1991년 1월 1일 국가어항으로 지정되었으며, 관리청은 해양수산부 서해어업관리단, 시설관리자는 완도군수이다.

## 연혁
- 유자와 다시마가 많이 나는 금일도는 다른 섬들과 달리 왜적의 침입을 받은 적이 없는 평화로운 섬이라고 해서 '평일도'라고도 불렸다.[1]
- 사동항은 완도에서 동부방향으로 약 30 km 떨어진 평일도에 위치한 국가어항으로  1992년 기본설계를 실시하고 개발에 착수한 후 1999년 기본 시설을 완공했다.[2]

## 어항 구역
본 항의 어항구역은 다음과 같다.
- 수역: 소도 정상을 중심으로 정북 및 정남으로 각각 250m 되는 점(해상)에서 직각으로 육지부를 각각 연결하는 선을 따라 형성된 공유수면[3]
- 육역: 전라남도 완도군 금일읍 사동리 31-32 외 15필지[4] (상세내역은 생략)

## 특색
- 사동항을 이용하는 어민들은 주로 멸치와 삼치를 잡고, 전복과 다시마를 양식한다. 한여름에는 청각을 채취하는 어민도 많다. 특히, 멸치는 사동항의 효자품목이다. 사동항 멸치는 음력 3월부터 11월까지 주로 잡는다. 어선 위의 노란박스는 멸치잡이 배의 상징이다. 낭장망에 든 멸치를 담아 내는데 쓰이기 때문이다.
- 사동항의 삼치도 빼놓을 수 없다. 삼치잡이 배에는 기다란 대나무가 두 개 달려 있다. 이것이 삼치를 잡을 때 쓰는 낚싯대다. 이른 아침 낮은 수심에서 노는 삼치들이 낚싯대에 달린 인조미끼가 멸치인 줄 알고 덥썩 문다고 한다. 추석 이후로 두달 정도 잡힌다.